# Esecuzione in massa
Esecuzione in massa (The Enemy General) è un film del 1960 diretto da George Sherman.

## Produzione
Il lungometraggio è stato girato in Italia, Francia e nei Paesi Bassi.

## Distribuzione
Film distribuito nel 1960.

## Accoglienza

### Critica
(Leo Pestelli, La Stampa, 30 maggio 1961)